# Eszfand
Eszfand (perzsa betűkkel اسفند) az 1925-ben bevezetett, Iránban használatos iráni naptár tizenkettedik, utolsó hónapja, a harmadik téli hónap. 29, szökőévekben pedig 30 napos; kezdete többnyire a világszerte használt Gergely-naptár szerinti február 21-re, utolsó napja pedig március 20-ra esik.